# Dimensions (album)
Dimensions to szósty album niemieckich power metalowców z Freedom Call. Jest to również pierwsze wydawnictwo z nowymi członkami: Lars'em Rettkowitz'em i Armin'em Donderer'em. Muzyka Niemców wiele się nie zmieniła w porównaniu z wcześniejszymi albumami, choć pojawia się kilka mrocziejszych utworów. Są one oparte głównie na instrumentach klawiszowych (np. "Blackened Sky", "Magic Moments"), przypominających zespoły pokroju Ultravox, czy Alphaville. Jednak większość utworów to szybki, bardzo melodyjny i przebojowy metal.

## Lista utworów
1. Demon's Dance (2:02)
2. Innocent World (4:04)
3. United Ulliance (4:08)
4. Mr. Evil (3:41)
5. The Queen Of My World (4:25)
6. Light Up The Efy (5:24)
7. Words Of Endeavour (3:48)
8. Blackened Sun (4:38)
9. Dimensions (3:57)
10. My Dying Paradise (4:46)
11. Magic Moments (4:34)
12. Far Away (3:19)

Wszystkie utwory napisali Chris Bay i Daniel Zimmermann, oprócz "My Dying Paradise" (Bay, Zimmermann i Donderer) oraz "Innocent World", "Dimensions" i  "Magic Moments" (Bay, Zimmermann i Rettkowitz.

## Twórcy

### Główni muzycy
- Chris Bay – wokal, gitara
- Armin Donderer – bas
- Lars Rettkowitz – gitara
- Daniel Zimmermann – perkusja

instrumenty klawiszowe zarejestrował Chris Bay

### Muzycy dodatkowi
- narracja w "Demon's Dance": Gerald Doe
- chórki: Mitch Schmitt, Oliver Hartmann, Sabine Schmidt, Lisa Neumann, Katharina Neumann, Laura Karls, Elisa Darnstedt, Victoria Janek, Anne Dasbach, Laura Richter oraz Freedom Call.

## Informacje o albumie
Dimension został nagrany pomiędzy sierpniem 2006, a styczniem 2007 w FC Studio (Norymberga). Perkusja została nagrana w AREA 51 Studio. Mixy i mastering należą do Tommy’ego Newtona w AREA 51 Studio. Produkcja należy do Dana Zimmermanna i Chrisa Baya dla Freedom Call Productions. Okładka albumu to dzieło Paula Raymonda, zaś fotografie muzyków zamieszczone w książeczce: Niny Kohler i Raffaeli Lehnbeuter. Płyta została wydana przez SPV Records.